# Daybreakers
Daybreakers is een sciencefiction-horrorfilm uit 2009 geschreven en geregisseerd door Michael Spierig en Peter Spierig. De productie ging in 2009 in première op het Toronto International Film Festival. De Nederlandse première was op 25 februari 2010.

## Verhaal
Het is 2019 en 95% van de wereldbevolking is veranderd in een vampier. De 5% die nog mens is, kan niet genoeg bloed leveren om de vampiers te voeden. Dr. Edward Dalton werkt daarom aan de ontwikkeling van synthetisch bloed ter vervanging. Als de vampiers niet genoeg bloed tot zich nemen, veranderen ze namelijk in wilde, agressieve wezens. Dr. Dalton sympathiseert met de mensen en hoopt met zijn werk hun lijden te verminderen. Op een dag ontmoet hij Elvis, een vampier die terug in een mens veranderde. Daardoor denkt Dalton een middel te vinden dat de andere vampiers ook weer menselijk maakt.

## Acteurs
- Edward Dalton - Ethan Hawke
- Lionel "Elvis" Cormac - Willem Dafoe
- Charles Bromley - Sam Neill
- Audrey Bennett - Claudia Karvan
- Frankie Dalton - Michael Dorman
- Alison Bromley - Isabel Lucas
- Christopher Caruso - Vince Colosimo
- Forensisch onderzoeker Simms - Robyn Moore
- Senator Turner - Jay Laga'aia